# Vogelgrun
Vogelgrun là một xã trong tỉnh Haut-Rhin, vùng Grand Est ở đông bắc Pháp. Xã này có diện tích 5,03 km², dân số năm 1999 là 597 người. Khu vực này có độ cao 192 mét trên mực nước biển.